# Forst (Schnaittenbach)
Forst (ⓘ) ist ein Gemeindeteil der Stadt Schnaittenbach im Landkreis Amberg-Sulzbach in der Oberpfalz in Bayern. Die Gemarkung umfasst auch die Seblasmühle sowie das ehemalige, mit Schnaittenbach zusammengewachsene Dorf Unterschnaittenbach. Die ehemals selbstständige Gemeinde Forst wurde am 1. Oktober 1938 aufgelöst und größtenteils nach Schnaittenbach eingemeindet, wodurch Letzteres erheblich vergrößert wurde. Nur der Gemeindeteil Waldmühle wurde in die westliche Nachbarstadt Hirschau eingegliedert. Auch Hirschau hat eine Gemarkung namens Forst, wenngleich die Waldmühle in die Gemarkung Hirschau integriert wurde.

## Herkunft des Namens
Das lateinische Lehnwort Forst (Wald) steht oft für einen Bannwald, der der gemeinsamen Nutzung (Weiderecht, Holzung, Rodung) entzogen und der fürstlichen Jagd vorbehalten war.
In einem Lehensbrief wurde die Ortschaft im Jahre 1501 als „vor dem Forst“ erwähnt. 1577 wurde ein „Dorfflein vorm Vorst“, 1602 ein „Dorff vorm Vorst“, 1661 ein „Dorff vorm Vorst“ und 1773 ein „Dorf vorm Forst“ genannt.

## Geographie

Lage der Gemarkung Forst im Gemeindegebiet der Stadt Schnaittenbach

Die Gemarkung Forst und somit auch der in der Gemarkung liegende Ort Forst liegen im nordwestlichen Gemeindegebiet der Stadt Schnaittenbach.